# Crespian
Crespian település Franciaországban, Gard megyében. Lakosainak száma 493 fő (2022. január 1.). Crespian Cannes-et-Clairan, Combas, Montmirat, Saint-Mamert-du-Gard és Vic-le-Fesq községekkel határos.

## Népesség
A település népességének változása:
| Lakosok száma | 126  | 115  | 159  | 279  | 365  | 386  | 423  | 435  | 436  | 493  |
|               | 1968 | 1982 | 1990 | 2006 | 2013 | 2015 | 2017 | 2019 | 2020 | 2022 |